# Devanur, Kundgol
Devanur là một làng thuộc tehsil Kundgol, huyện Dharwad, bang Karnataka, Ấn Độ.